# Südkoreanische Männer-Handballnationalmannschaft
Die südkoreanische Männer-Handballnationalmannschaft vertritt Südkorea bei internationalen Turnieren im Herrenhandball.
Die Mannschaft nahm bisher elfmal an Weltmeisterschaften (WM) teil, die beste Platzierung erreichte sie mit dem achten Platz bei der WM 1997 in Japan. Südkorea war die erste außereuropäische Nation, die ein Finale eines globalen Wettbewerbs erreicht hat (Olympia 1988 im eigenen Land).

## Erfolge bei Meisterschaften

### Handball-Weltmeisterschaft
- Weltmeisterschaft 1986: 12. Platz
- Weltmeisterschaft 1990: 12. Platz
- Weltmeisterschaft 1993: 15. Platz
- Weltmeisterschaft 1995: 12. Platz
- Weltmeisterschaft 1997: 08. Platz
- Weltmeisterschaft 1999: 14. Platz
- Weltmeisterschaft 2001: 12. Platz
- Weltmeisterschaft 2007: 15. Platz
- Weltmeisterschaft 2009: 12. Platz
- Weltmeisterschaft 2011: 13. Platz
- Weltmeisterschaft 2013: 21. Platz
- Weltmeisterschaft 2019: 22. Platz

Bei der Weltmeisterschaft 2019 trat die als Dritte der Asienmeisterschaft 2018 qualifizierte südkoreanische Mannschaft auf Einladung der Organisatoren der Weltmeisterschaft mit einer Gesamtkoreanischen Mannschaft an, in der zusätzlich vier Nordkoreaner aufgestellt waren.
- Weltmeisterschaft 2021: 31. Platz
- Weltmeisterschaft 2023: 28. Platz (von 32 Teams)

### Handball-Asienmeisterschaft
- Gold: 1983, 1987, 1989, 1991, 1993, 2000, 2008, 2010, 2012
- Silber: 1977, 1995, 2006

### Olympische Spiele

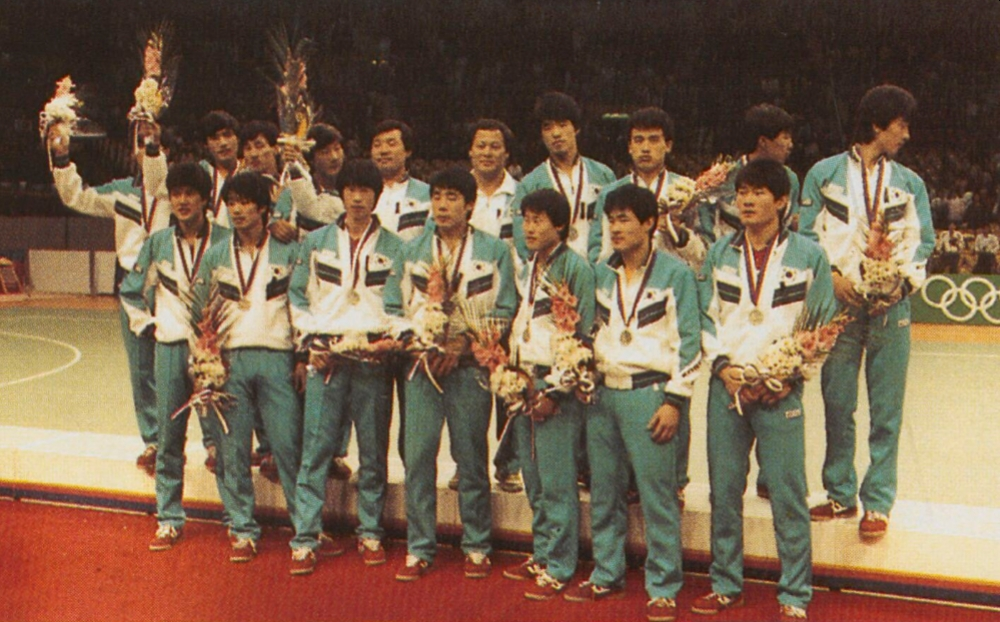
Die Mannschaft feiert den Gewinn der Silbermedaille bei den Olympischen Spielen 1988.

- 1984: Platz 11
- 1988: Zweiter Platz (Silber)

- 1992: Platz 6
- 2000: Platz 9
- 2004: Platz 7
- 2008: Platz 8
- 2012: Platz 8

## Bekannte Nationalspieler
Bekannte Spieler der Nationalmannschaft sind bzw. waren Yoon Kyung-shin, Paek Won-chul, Cho Chi-hyo und Kang Jae-won.

## Trainer
Trainer des Teams ist seit Mai 2022 Rolando Freitas. Er löste Kang Il-koo ab.